# یسائیا میناسیان
یسائیا میناسیان (ارمنی: Եսայիա Մինասյան) موسیقی‌دان، نوازنده چیره‌دست ویولن و ویولنسل بریتانیایی/ارمنی، زاده ۲۸ فوریه ۱۹۸۶ در ساسکس شرقی انگلستان است.
میناسیان در یک خانواده موسیقی دان متولد شد. مادرش ویولونیست ماهر از شاگردان یهودی منوهین و ایزاک استرن و پدربزرگش پیانیست کلاسیک بود. میناسیان نواختن ویولن را با آموزش مادرش در سنین اولیه با متد روسی آغاز کرد که بعدها در نوازندگی اش به یک شیوه مختص خودش که تلفیقی از متد فرانکو بلژیکی و روسی به همراه روش‌های جدیدی از تکنیک‌های آرشه بود، دست پیدا کرد. میناسیان تا سن ۲۱سالگی در انظار عمومی ظاهر نشد، اما در سال ۲۰۰۷ به‌طور درخشانی به عنوان سولیست با ارکستر سمفونیک کره جنوبی سئول به اجرا پرداخت که نظر بسیاری از رهبران ارکستر و ویولنیست‌های معروف را به خود جلب کرد. در همان سال عنوان برترین نوازنده ویولن فستیوال موسیقی پکن چین را هم از آن خود کرد. در سال ۲۰۱۰، برای ادامه تحصیلات در رشته موسیقی و موزیکولوژی به پاریس نقل مکان کرد و در کنسرواتوار ملی موسیقی برتر پاریس در مستر کلاسهای اصلی آمی فلامر و فردریک لاروک شرکت کرد و همزمان با ایرامار گولان، امانوئل برتراند و فیلیپ برنولد در دوره‌های موسیقی مجلسی شرکت کرد. میناسیان مدتی نیز با ایدا هندل در مورد شیوه جدید نوازندگی اش تعامل داشت. پس از آن تحصیلات خود را در زمینه موسیقی در دانشگاه سوربن ادامه داد و در انتهای تحصیلات بورسیه مدرسه جولیارد نیویورک به وی اعطا شد.
در سال ۲۰۱۱تا ۲۰۱۴، در ارکستر فیلارمونیک رادیو فرانسه با رهبری میونگ وان چونگ فعالیت داشت که به دلیل استعداد و توانایی بی نظیرش در زمینه آهنگسازی، سازبندی و تنظیم قطعات ارکسترال به عنوان دستیار رهبر ارکستر در فیلارمونیک رادیو فرانسه انتخاب شد. در همان سال کنسرت مایستر ارکستر سمفونیک سوربن در پاریس نیز شد.
میناسیان به دلیل مشکلات سلامتی اش از ادامه تحصیل در مقطع دکترا از مدرسه جولیارد انصراف داد و پس از گذراندن یک دوره غیرفعال، اجراهای بی نظیر خود را درسال ۲۰۱۶ با ارکستر فیلارمونیک رادیو فرانسه در آمستردام و پاریس از سر گرفت.
او جایزه افتخاری موسیقی آفنباخ را به خاطر نوازندگی سولو ویولن و ویولنسل درخشان خود دریافت کرد. میناسیان یک اجرای خصوصی با همراهی الکسی ایگودسمن با مقامات ارشد دولتی روسیه و ترکیه داشت و در اوت ۲۰۱۶ جایزه افتخاری از ولادیمیر پوتین، رئیس‌جمهور روسیه دریافت کرد. روزهای بعد، وی به عنوان سولیست ارکستر سمفونیک مسکو در جشن روز پیروزی مسکو انتخاب شد. بعداً او به اسلو رفت و در مراسم روز ملی نروژ اجرا کرد و در آنجا جایزه افتخاری از هارالد پنجم، پادشاه نروژ به خاطر نوازندگی درخشانش در خانه اپرای اسلو دریافت کرد. در سال ۲۰۱۷ جایزه بین‌المللی شوالیه افتخار از وزیر فرهنگ و هنر پاریس نیز به او اهدا شد.
میناسیان یک موسیقی دان حرفه ای است که در زمینه تنظیم قطعات برای ارکستر به مشهوریت زیادی در میان آهنگسازان و رهبران ارکسترهای درجه یک دنیا رسیده‌است. ارکسترهای مهمی همچون ارکستر سمفونیک مسکو، ارکستر ملی روسیه، ارکستر فیلارمونیک رادیو فرانسه، ارکستر فیلارمونیک اسلو و ارکستر سلطنتی فیلارمونیک لندن از او به عنوان تنظیم کننده ثابت قطعات اجراییشان استفاده می‌کنند.
او هم‌اکنون در رادیوهایی همچون کلاسیک اف ام، ارفئوس روسیه، رادیو کلاسیک وین و همچنین در ارکستر فیلارمونیک وین اتریش و ارکستر سمفونیک چایکوفسکی روسیه، به عنوان سولیست در اجراهای زنده و ضبط رادیویی و ارکستراسیون فعالیت دارد.
میناسیان تاکنون بیش از ۳۰ جایزه بین‌المللی هم برای نوازندگی ویولن و ویولنسل و هم برای تنظیمات ارکستری دریافت کرده‌است.
او یک ویولن ساخته «پیترو آنتونیو دالا کاستا» از ترویزو ساخت ۱۷۶۳ و یک ویولن «استرادیواریوس کرموننسیس» ساخت ۱۷۲۶ به ارزش ۸۵۰٬۰۰۰ پوند دارد. همچنین یک ویولن «گوادانینی» از موزه ویولن کرمونا در سال ۲۰۱۹ به او اهدا شد که در اجراهای فضای باز از آن استفاده می‌کند.